# (7224) Веснина
(7224) Веснина (лат. Vesnina) — типичный астероид главного пояса, открыт 15 октября 1982 года советским астрономом Людмилой Журавлёвой в Крымской астрофизической обсерватории и 4 мая 1999 года назван в честь архитекторов Леонида, Виктора и Александра Весниных.

## Обнаружение и именование
(7224) Веснина
Открыт 15 октября 1982 года в Научном Л. В. Журавлёвой.
Назван в память о русских архитекторах братьях Леониде Александровиче Веснине (1880—1933), Викторе Александровиче Веснине (1882—1950) и Александре Александровиче Веснине (1883—1959), работавших в творческом сотрудничестве.
Оригинальный текст (англ.)7224 Vesnina
Discovered 1982-10-15 by Zhuravleva, L. V. at Nauchnyj.
Named in memory of the brothers Leonid Aleksandrovich Vesnin (1880—1933), Victor Aleksandrovich Vesnin (1882—1950) and Aleksandr Aleksandrovich Vesnin (1883—1959), Russian architects who worked in creative cooperation.
Источники: DISCOVERY.DB; M.P.C. 34625.

## Орбита

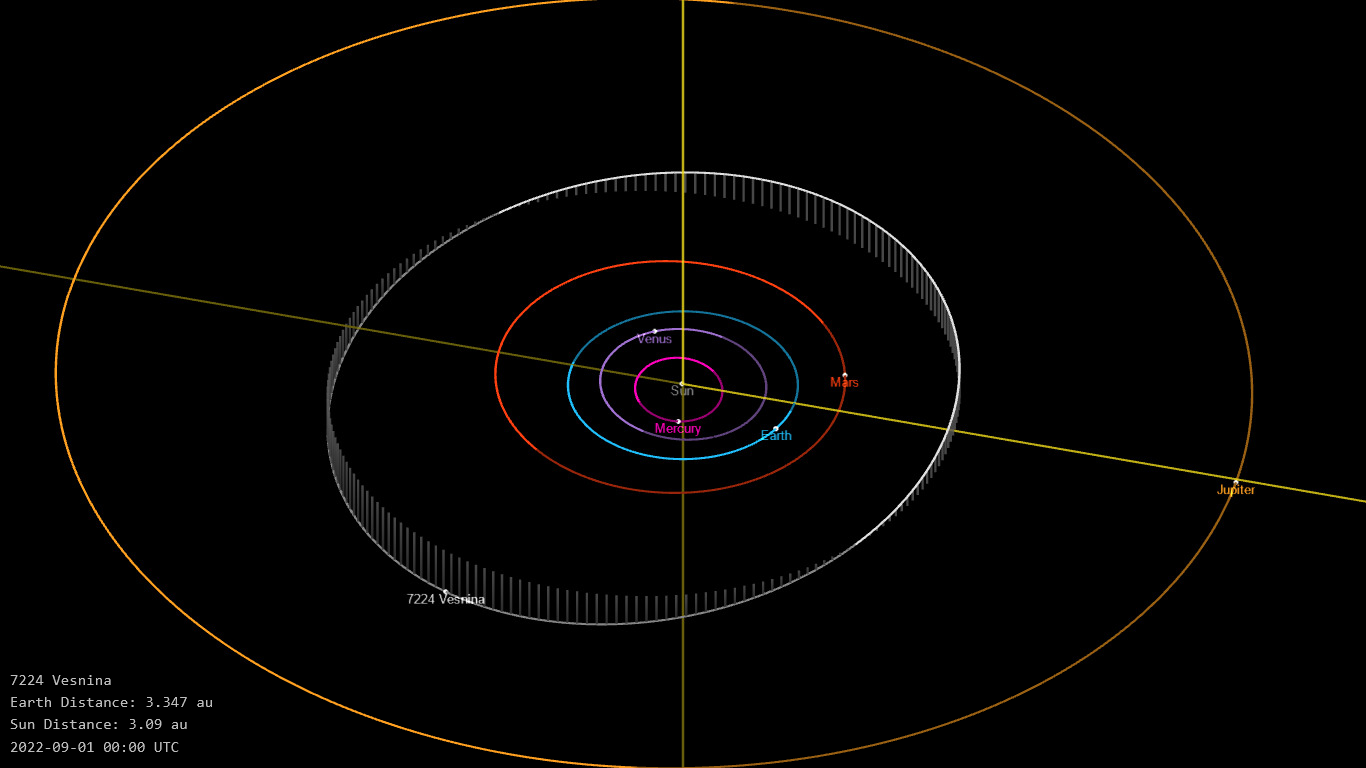
Орбита астероида Веснина и его положение в Солнечной системе

## Физические характеристики
Из результатов второго этапа спектроскопической съёмки малых астероидов главного пояса (Small Main-belt Asteroid Spectroscopic Survey, SMASSII) следует, что астероид относится к таксономическому классу Sq.
По результатам наблюдений системы телескопов панорамного обзора и быстрого реагирования Pan-STARRS и наблюдений системы последнего оповещения о столкновении астероида с Землей ATLAS абсолютная звёздная величина астероида сначала оценивалась равной 13,75±0,42m, позже — 13,75±0,135m.